# Commando (videojuego)
Commando (戦場の狼 Senjō no Ōkami?, lit. "Lobo del campo de batalla") es un juego arcade del género Matamarcianos de desplazamiento vertical lanzado en 1985. Su influencia puede ser vista en varios juegos posteriores en el género (Who Dares Wins, Ikari Warriors, Rambo: First Blood Part II...).
Fue lanzado para varias plataformas, incluyendo la Commodore 64, Amstrad CPC, MSX, ZX Spectrum, Intellivision, Atari 2600, Atari 7800, Amiga, Nintendo Entertainment System, Acorn Electron, BBC Micro y PC. Versiones del juego también aparecen en Capcom Classics Collection para la PlayStation 2, Xbox, y PlayStation Portable, y Activision Anthology para la PlayStation 2. Para Playstation y Sega Saturn apareció en "Capcom Generation 4.

## Jugabilidad
Todas las versiones del juego son muy similares, con las mismas gráficas (tomando en cuenta las varias limitaciones en las plataformas). El jugador (un soldado llamado Super Joe) empieza siendo llevado a una jungla por un helicóptero, y tiene que luchar por su salida sin la ayuda de nadie, eludiendo un asalto masivo de soldados enemigos.
Super Joe está armado con una sub-ametralladora (la cual tiene munición ilimitada) también un suministro limitado de granadas de mano. Mientras que Joe puede disparar su arma en cualquiera de las ocho direcciones que se enfrenta, sus granadas sólo pueden ser lanzadas verticalmente hacia la parte superior de la pantalla, sin tener en cuenta la dirección en que se enfrenta a Joe. A diferencia de sus balas de Subfusil, las granadas pueden ser tiradas para limpiar obstáculos, y las explosiones de granadas en buenas condiciones pueden matar varios enemigos a la vez.
Al final de cada nivel, la pantalla se detiene, y el jugador debe luchar contra varios soldados de saliendo de una puerta o fortaleza. Ellos son ordenados hacia afuera por un oficial cobarde, quien inmediatamente se escapa, aunque disparándole en la espalda premia al jugador puntos de bonificación. A lo largo del camino, uno puede intentar liberar a los prisioneros de guerra ya que son transportados a través de la pantalla por el enemigo.
Como Super Joe no tiene power ups, no hay ninguna variedad en el armamento que él pueda usar a lo largo del juego. Esto está en contraste con juegos de temática similar de aproximadamente el mismo período, como Green Beret (en el cual los lanzallamas de empleo limitado y lanzacohetes estaban disponibles para complementar el armamento del personaje Commando Blade), o Ikari Warriors (donde se podían obtener Tanques y más balas rojas poderosas).

## Versiones y sus desarrolladores
Es notoriamente difícil encontrar información acerca de los primeros desarrolladores de juegos, por lo que esta lista está incompleta:

### BBC Micro
La versión de BBC Micro fue desarrollada bajo contrato por Catalyst Coders de Elite por:
- Desarrollador: Trevor Harwood
- Gráficos: John Nixon
- Sonido: Desconocido

### Acorn Electron
La versión de Acorn Electron fue creada a partir de un puerto directo de la versión de BBC Micro. Desde que la BBC Micro tiene un procesador más rápido, el puerto en el Acorn parece mucho más lento.
- Desarrollador: Trevor Harwood
- Gráficos: John Nixon
- Sonido: N/A (las limitaciones de la máquina supusieron sonidos muy básicos que habrán sido añadidos por el desarrollador)

### Amiga
La mal recibida versión de Amiga se desarrolló en Elite por:
- Desarrolladores: Simon Freeman, Keith Burkhill y Nigel Alderton
- Gráficos: "Jon"
- Sonido: Desconocido

### Atari 2600
La versión de Atari 2600 fue desarrollada en Activision por:
- Desarrollador: Mike Reidel

### Commodore 64
La bien recibida versión para Commodore 64 fue desarrollado en Elite en un calendario muy apretado (2 meses), por:
- Desarrollador: Chris Butler
- Gráficos: Rory Green y Chris Harvey
- Sonido: Rob Hubbard

### ZX Spectrum
La versión para ZX Spectrum fue desarrollado en Elite por:
- Desarrolladores: Keith Burkhill, Nigel Alderton
- Gráficos: Rory Green y "Karen"
- Sonido: Desconocido

### Intellivision
La versión para Intellivision fue desarrollada por INTV Corporation:
- Desarrollador: John Tomlinson
- Gráficos: Connie Goldman
- Sonido: David Warhol

### FPGA
La máquina arcade fue convertida a electrónica moderna por José Tejada (alias jotego) y portada a las plataformas FPGA MiST y MiSTer en el año 2019. Es la única versión fidedigna a la máquina original en aspectos como el uso de DMA para los objetos, el árbitro del bus para el acceso a la memoria de vídeo y la ausencia de latencia. José Tejada se basó en los diagramas esquemáticos disponibles para realizar la conversión.

### Versiones no lanzadas
La versión para Atari de 8 bit fue creada por Sculptured Software en 1989, y estaba destinado a ser lanzado por Atari para el XEGS. Sin embargo, aunque el juego apareciera en los catálogos del tiempo de Atari, este nunca llegó al mercado a pesar de estar completo. En los años 2000 el cartucho de prototipo del juego fue encontrado.